# Richard Livsey
Richard Arthur Lloyd Livsey (2 mai 1935-16 septembre 2010) est un homme politique britannique libéral démocrate qui est député pour Brecon et Radnorshire de 1985 à 1992, et de 1997 à 2001.

## Famille et carrière
Il est le fils d'Arthur Norman Livsey et de Lilian Maisie James. Son père est un capitaine de vaisseau qui est mort en Irak alors que Richard n'a que trois ans. Il est donc élevé dans une famille monoparentale par sa mère, Lilian, qui est enseignante et directrice locale. 
Il fait ses études à l'école primaire de comté de Talgarth, à la Bedales School, au Seale-Hayne Agricultural College et à l'université de Reading (MSc en gestion agricole).
Le 3 avril 1964, il épouse Irene Earsman de Castle Douglas, Galloway, en Écosse, et ils ont deux fils et une fille.
Livsey est agent de développement agricole pour ICI de 1961 à 1967. Il est ensuite le directeur de la ferme du domaine de Blairdrummond dans le Perthshire de 1967 à 1971. Il retourne ensuite au Pays de Galles en tant que maître de conférences au Welsh Agricultural College, Llanbadarn Fawr jusqu'en 1985. Il reprend sa carrière lorsqu'il perd son mandat de député en 1992, comme directeur du développement d'ATB-Landbase Cymru de 1993 à 1997.

## Carrière politique
Livsey rejoint le Parti libéral au Pays de Galles en 1960. En 1970, il se présente sans succès en tant que candidat du parti à Perth et à East Perthshire. À son retour au Pays de Galles, il devient actif dans le Parti libéral gallois et se présente sans succès pour Pembroke en 1979 et Brecon et Radnor en 1983. Livsey est un fervent partisan et militant lors du référendum de 1979 sur la Saint-David en faveur d'une assemblée galloise. Il continue à être au cœur de la cause pro dévolution et est le chef de la campagne libérale démocrate lors du référendum gallois de 1997 sur la dévolution.
Livsey remporte sa circonscription d'origine lors de la deuxième tentative à l'élection partielle de Brecon et Radnor en 1985 (elle est ensuite devenue Brecon et Radnorshire), en tant que libéral, avec une majorité de 559 voix. L'élection partielle est l'un des succès les plus notables de la période SDP-Alliance libérale. C'est le seul gain parlementaire libéral gallois au Pays de Galles.
Avec une formation de chef d'exploitation et de conférencier en gestion agricole, il rejoint la commission de l'agriculture du Parlement. Livsey rejoint un groupe de trois députés libéraux gallois (les autres étant son ami et mentor Geraint Howells et Alex Carlile). Il conserve le même siège aux élections générales de 1987, devenant par la suite le porte-parole des libéraux-démocrates au Pays de Galles, et occupe le poste de chef du parti au Pays de Galles de 1988 à 1992 . Il est également membre du comité restreint des affaires galloises.
Il perd le siège de Brecon & Radnorshire aux élections générales du Royaume-Uni de 1992 par une marge étroite de 130 voix, mais le gagne à nouveau aux élections générales de 1997 au Royaume-Uni, avec une majorité de plus de 5 000 voix. Il est ensuite chef des libéraux-démocrates gallois jusqu'à son départ en 2001. La même année, il est anobli en tant que baron Livsey de Talgarth. En plus d'être une figure centrale de la politique libérale galloise de l'après-guerre, le principal succès du baron Livsey a été de faire de Brecon et Radnor un bastion libéral-démocrate qui permet à Kirsty Williams (membre de l'Assemblée) et à son successeur Roger Williams de renforcer davantage le Parti libéral-démocrate.
Livsey est nommé Commandeur de l'Ordre de l'Empire britannique (CBE) lors des honneurs d'anniversaire de 1994.
Il est remplacé par Roger Williams aux élections générales du Royaume-Uni de 2001 et est créé pair à vie le 28 août 2001 avec le titre de baron Livsey de Talgarth de Talgarth dans le comté de Powys.
Il est fellow de l'Université d'Aberystwyth en 2007.